# دار البركة (البراكنة)
دار البركة بلدة موريتانية وإحدى بلديات مقاطعة بُكَّى في ولاية البراكنة.